# Disgregazione
La disgregazione è il termine con il quale si indica, in geologia, il disfacimento delle rocce per cause fisiche. Sono classificati diversi tipi di disgregazione delle rocce, a seconda della causa che l'ha prodotta:
- crioclastismo: processo di disgregazione meccanica di una roccia causato dalla pressione provocata dall'aumento di volume dell'acqua contenuta entro le fessure rocciose quando questa ghiaccia;
- aloclastismo: processo di disgregazione delle rocce, causato dall'azione fisica delle soluzioni sature che cristallizzano;
- termoclastismo: azione di frantumazione delle rocce causata dalle ripetute dilatazioni e contrazioni che la porzione superficiale di una roccia subisce durante il riscaldamento e il raffreddamento
- bioclastismo: il processo di disgregazione fisica delle rocce prodotta da organismi viventi (radici di piante o animali scavatori).
- decompressione.